# Personaggi di Principesse sirene - Mermaid Melody

Tutti i personaggi di Principesse sirene - Mermaid Melody

Lista dei personaggi del manga e dell'anime Principesse sirene - Mermaid Melody.

## Personaggi principali
Lucia Nanami (七海 るちあ?, Nanami Ruchia)
Doppiata da: Asumi Nakata (ed. giapponese), Elisabetta Spinelli / Denise Misseri (canto) (ed. italiana)
La principessa sirena dell'Oceano Pacifico del Nord, custodisce la Perla Rosa. Arriva sulla terraferma per recuperare la sua perla, data sette anni prima a un bambino che salvò da un naufragio avvenuto in seguito a un'onda anomala e del quale s'innamorò. Appena arrivata sulla Terra, incontra il bambino, ormai cresciuto, il cui nome è Kaito Domoto. Dopo aver recuperato la perla, comincia a impegnarsi per fargli capire che è lei la sirena che lo salvò, ma non può confessarglielo apertamente perché altrimenti si trasformerebbe in schiuma di mare. Modesta ed ingenua, aiuta sempre chi è in difficoltà. Può trasformarsi in un'idol tramite lo Shell Locket con la formula "Voce di Perla Rosa!" (「ピンクパールボイス！」?, "Pinku Pāru Boisu!", "Pink Pearl Voice!"). Senza la perla è stonatissima. Nella seconda serie, quando Kaito perde la memoria dopo un incidente in mare, dimenticando così i ricordi legati alle sirene e alla vera identità di Lucia, la ragazza cerca di fargli tornare la memoria e impedire che s'innamori di Mikaru, colei che l'ha trovato arenato sulla spiaggia. Custodisce anche la perla di Sara finché non nasce Seira.
Alla fine del manga si scopre che, alla sua nascita, era gravata da una maledizione che l'aveva quasi portata a morire durante il salvataggio di Kaito. Finite tutte le battaglie, la sirena viene colpita da una grave malattia, ma viene salvata dalla Regina dei Mari, che si sacrifica per lei. Lucia prende così il suo posto a guida di tutte le sirene. È nata il 3 luglio.
Hanon Hosho (宝生 波音?, Hōshō Hanon)
Doppiata da: Hitomi Terakado (ed. giapponese), Patrizia Mottola / Francesca Daprati (canto) (ed. italiana)
La principessa sirena dell'Oceano Atlantico del Sud, custodisce la Perla Blu. È arrivata sulla terraferma prima di Lucia, dopo essere scampata all'attacco che le Dark Lovers mossero contro il suo regno. Con Lucia stringe subito una forte amicizia, e si diverte molto a stuzzicarla e infastidirla. È testarda e scontrosa, ma anche dolce e romantica. Ama fare shopping e truccarsi. Può trasformarsi in un'idol tramite lo Shell Locket con la formula "Voce di Perla Blu!" (「水色パールボイス！」?, "Mizuiro Pāru Boisu!", "Mizuiro Pearl Voice!"). Inizialmente contraria a intrattenere rapporti d'amore con gli esseri umani, cambia idea quando incontra il professore di musica Taro Mitsuki, del quale s'innamora, ma, visto che lui pensa ancora alla sirena incontrata in India, Sara, la ragazza decide di farsi da parte e, quando all'inizio della seconda serie l'uomo parte per la Germania, rinuncia definitivamente ai suoi sentimenti per lui. Incontra, però, Nagisa Shirai: inizialmente infastidita dalle sue attenzioni, finisce per ricambiare i sentimenti del ragazzo. Custodisce, inoltre, la Luna d'Ariake, un tesoro tramandato da sempre tra le sirene blu. È nata il 24 maggio.
Rina Toin (洞院 リナ?, Tōin Rina)
Doppiata da: Mayumi Asano (ed. giapponese), Emanuela Pacotto / Elisabetta Cavalli (canto) (ed. italiana)
La principessa sirena dell'Oceano Atlantico del Nord, custodisce la Perla Verde. Seria e indipendente, maschera le proprie debolezze con un atteggiamento scontroso, ma è buona e saggia e si prende cura delle persone che ama. Arriva sulla terraferma per vendicarsi di Gaito, che ha catturato la sua amica Noel, alla quale era molto legata e che si sacrificò per darle modo di salvarsi. All'inizio, scambia Kaito per Gaito e comincia a pedinarlo e minacciarlo, sollevando così dapprima l'irritazione del ragazzo e in seguito la gelosia di Lucia, che non comprende la situazione. Non le interessa la moda e indossa sempre pantaloni, tanto che utilizza l'uniforme scolastica maschile. Ha una fissazione per i televisori al plasma. Grazie allo Shell Locket, può trasformarsi in un'idol pronunciando la formula "Voce di Perla Verde!" (「グリーンパールボイス！」?, "Gurīn Pāru Boisu!", "Green Pearl Voice!"). Prende molto seriamente la sua missione di salvaguardia degli oceani, e per questo non è interessata all'amore; tuttavia nella seconda serie s'innamora, ricambiata, di Masahiro Hamasaki. È nata il 2 settembre.
Kaito Domoto (堂本 海斗?, Dōmoto Kaito)
Doppiato da: Daisuke Kishio / Sayori Ishizuka (da bambino) (ed. giapponese), Simone D'Andrea / Patrizia Mottola (da bambino) (ed. italiana)
Il ragazzo salvato da Lucia sette anni prima durante un naufragio, si è innamorato della sirena e ha custodito gelosamente la Perla Rosa fino a quando non torna in possesso della legittima proprietaria. Con l'arrivo di Lucia sulla terraferma, nota subito la somiglianza della ragazza con la sirena che cerca senza sosta, arrivando infine a capire che sono la stessa persona. Tuttavia, prima di giungere a questa conclusione, è combattuto perché deve dividere il suo amore tra Lucia e la sirena. Scopre di essere il figlio adottivo di due musicisti, venuti a mancare proprio nel naufragio che fece incontrare lui e Lucia, che lo hanno trovato quando aveva due anni sulla spiaggia. Corteggiato dalla maggior parte delle ragazze della sua scuola, adora fare surf. Si rivela essere il fratello minore di Gaito, colui che cerca di impossessarsi delle perle di tutte le sirene, e pertanto è un discendente della famiglia dei Panthalassa e principe degli abissi, separato da Gaito dalla Regina dei Mari per evitare il caos. Nella seconda serie, parte per le Hawaii ma ha un incidente che gli fa perdere tutti i ricordi relativi alle sirene. Torna in Giappone insieme a Mikaru Amagi, la ragazza che lo ha trovato sulla spiaggia, e il fratello maggiore di lei, Rihito, che lo ospitano a casa propria. In realtà, durante la gara di surf è stato attaccato da Mikeru e, per impedirgli di apprendere importanti notizie sulle sirene, ha sigillato i propri ricordi. Alla fine, recupera la memoria.
Hippo (ヒッポ?, Hippo)
Doppiato da: Miyako Itō (ed. giapponese), Luca Bottale (ed. italiana)
Il guardiano di Lucia, è un pinguino e non approva i sentimenti che legano la sirena a Kaito, ricordandole costantemente i suoi doveri di principessa. Viene sfruttato da Nikora per fare le pulizie al ristorante. Quando viene colpito, assume una forma umana; la sua vera identità è quella di Hippocampo, l'animale sacro protettore del sigillo dorato, ovvero la chiave del castello di Gaito rubata da Sara. Nonostante disapprovi l'amore tra creature marine e umani, s'innamora di Yuri, una delle Dark Lovers al servizio di Gaito, ma rinuncia a lei per i doveri che ha nei confronti dei sette mari. Nella seconda serie, esprime il desiderio di rivederla e questo gli viene accordato, ma i due non riescono quasi a incontrarsi e fanno appena in tempo a salutarsi prima che Yuri scompaia tra le sue braccia. Nel manga, invece, a Yuri viene concessa la possibilità di tornare tra i vivi, ma Hippo decide che, dovendo aiutare le sirene contro Mikeru, non può ancora raggiungerla. Alla fine, però, la saluta e lascia in mare una bottiglia con un messaggio in cui dice che un giorno l'andrà a prendere.
Nikora Nanami (七海 にこら?, Nanami Nikora)
Doppiata da: Eri Saitō (ed. giapponese), Cinzia Massironi (ed. italiana)
Una sirena guardiana dell'Oceano Pacifico del Nord, nel mondo umano si finge la sorella maggiore di Lucia. Gestisce l'albergo Pearl Piari (nel manga possiede il bagno pubblico La perla). È molto affezionata a Lucia, arrivando a perdonarle anche di essersi innamorata di un essere umano; lei stessa è innamorata di Maki, proprietario del ristorante dove Lucia e le sue amiche lavorano qualche volta part-time.
Madame Taki (タキさん?, Taki-san)
Doppiata da: Kumi Yamakado (ed. giapponese), Graziella Porta (ed. italiana)
Una veggente bizzarra e imprevedibile, le cui predizioni si avverano raramente. È un abitante del regno di Lucia e si occupa di curare i profitti dell'albergo di Nikora sulla terra. È innamorata, ricambiata, di un altro abitante del mare, ma sono costretti a restare separati a causa dei loro compiti.

## Nemici
Gaito (ガイト?, Gaito) / Gakuto (楽斗?, Gakuto, nel manga, Gackt in altri adattamenti)
Doppiato da: Daisuke Kishio (ed. giapponese), Lorenzo Scattorin (ed. italiana)
Il capo dei nemici nel corso della prima serie, vuole impossessarsi delle sette Perle delle Principesse Sirene per conquistare gli oceani. L'ultimo discendente della famiglia di Panthalassa, è il fratello gemello di Kaito. Adora il vino rosso e la bellezza femminile (nel manga si comprende che intraprende relazioni sessuali contemporaneamente con Maria e con Sara): è anche per questo, oltre che per accontentare la sua amata Sara, che cerca di catturare le Principesse. In realtà, si sente molto solo e per questo Sara decide di morire con lui alla fine della prima serie. Nella seconda serie, compare a Kaito solo come spirito.
Izul (イズール?, Izūru, Izuuru nel manga)
Doppiata da: Sayori Ishizuka (ed. giapponese), Patrizia Scianca (ed. italiana)
La prima Dark Lover al servizio di Gaito, è innamoratissima di lui ed è la più decisa a conquistare il suo cuore. Può controllare le onde e i mostri marini, e creare dragoni d'acqua. In realtà è uno squalo.
Eriru (エリル?, Eriru, Eril nel manga)
Doppiata da: Yuki Matsuoka (ed. giapponese), Federica Valenti (ed. italiana)
La seconda Dark Lover, è innamorata di Gaito. Come arma utilizza delle frecce d'ombra nere. Ha orecchie simili ad un gatto e le ali, (non presenti nella versione del manga); porta sempre una bandana per proteggersi dal canto delle Principesse Sirene. In realtà è una razza.
Yuri (ユーリ?, Yūri, Yuuri nella prima edizione italiana del manga)
Doppiata da: Chieko Honda (ed. giapponese), Jolanda Granato / Denise Misseri (canto; ep. 1×39) (ed. italiana)
La più giovane delle quattro Dark Lovers, è capace di ammaliare la gente e controllarle come marionette grazie al Valzer della Rosa Oscura che suona con il piano. Inizialmente tenta di conquistare il cuore di Gaito, ma poi s'innamora della versione umana di Hippo. In realtà è un pesce balestra.
Maria (マリア?, Maria)
Doppiata da: Sanae Kobayashi (ed. giapponese), Jenny De Cesarei (ed. italiana)
L'ultima Dark Lover, ha il potere del ghiaccio; è la più potente del gruppo ed è la più vicina a Gaito. È la prima a scoprire il potere di Kaito e la somiglianza del ragazzo con Gaito, per questo cerca più volte di catturarlo. In realtà è una murena.
Black Beauty Sisters (ブラック・ビューティー・シスターズ?, Burakku Byūtī Shisutāzu)
Doppiate da: Miki Tsuchiya (SheShe) e Noriko Shitaya (MiMi) (ed. giapponese), Cristiana Rossi / Daniela Rando (canto) (SheShe) e Tosawi Piovani / Elena Tavernini (canto) (MiMi) (ed. italiana)
Le seguaci più potenti di Gaito; SheShe (シスターシェシェ?, Shisutā Sheshe, Sister SheShe nel manga), la maggiore, e MiMi (シスターミミ?, Shisutā Mimi, Sister MiMi nel manga), la minore. Per combattere, come le sirene, cantano. In realtà sono due code di rospo. Nella seconda serie vengono resuscitate da Mikeru. Nella seconda serie dell'anime, MiMi, dopo aver litigato con la sorella, scappa sulla terraferma, assumendo l'identità di Mary e legando con Lucia, Hanon e Rina. Quando scopre la loro vera identità decide di non combattere più contro di loro e SheShe, senza chiederle spiegazioni, decide di appoggiarla: e Mikeru assorbisce la loro anima. Nel manga, invece, entrambe scoprono l'identità delle Principesse Sirene, ma si rifiutano di dirlo a Mikeru, che le assorbe per impadronirsi di un po' di energia vitale.
Mikeru (ミケル?, Mikeru, Mikel nel manga, Michel in altri adattamenti)
Doppiato da: Junko Minagawa (ed. giapponese), Davide Garbolino (ed. italiana)
L'angelo a capo dei nemici della seconda serie, vuole distruggere gli umani, per evitare che le sirene si riuniscano, assorbe l'anima di Seira e i poteri della perla, ma non del tutto a causa di un malore. Sviluppa un fortissimo legame con Seira, diventando per lei un amico e confidente, e quando lui è triste o frustrato, la principessa sirena dalla Perla Arancione, si mostra affettuosa con lui, dandogli anche dei consigli e trattandolo come un fratello. Alla fine viene liberata e poi Mikeru va in Paradiso con gli altri angeli.
Lady Bat (レディバット?, Redi Batto)
Doppiato da: Sanae Kobayashi (ed. giapponese), Alessandra Karpoff / Daniela Rando (canto) (ed. italiana)
Un vampiro al servizio di Mikeru, rappresenta le ali del piacere e dell'amore. Il suo attacco "il bacio" non succhia sangue, ma ricordi.
LanHua (蘭花?, Ranfa)
Doppiata da: Megumi Kojima (ed. giapponese), Marcella Silvestri / Elena Tavernini (canto) (ed. italiana)
Una farfalla cinese al servizio di Mikeru, rappresenta le ali del desiderio e dell'edonismo. Con la sua canzone può far danzare le Principesse Sirene ed è anche capace di dividersi in 12 piccole copie di se stessa. Il suo nome in cinese significa "orchidea", inoltre si presenta alle Principesse salutandole in cinese Nĭ hăo! (你好！S, lett. "Ciao!"P).
Alala (あらら?, Arara)
Doppiata da: Masayo Kurata (ed. giapponese), Arianna Talamona / Elena Tavernini (canto) (ed. italiana)
Una fata-elfo al servizio di Mikeru, rappresenta le ali del sogno e della decadenza. Indossa un vestito verde e ali da insetto. Quando canta dal suo microfono escono stelle infuocate. Sogna di diventare una star.
Fuku (フクちゃん?, Fuku-chan, KouFuku, Fuku, Fuku-Chan, FukuFuku o FukuFukuFuku a seconda degli adattamenti)
Doppiato da: Sanae Kobayashi (ed. giapponese), Benedetta Ponticelli (ed. italiana)
L'uccellina di Mikeru, in realtà è malvagia e ha corpo di uccello e testa umana. Ha il potere d'ipnotizzare le persone. In realtà è un'alleata di "Lui", l'essenza dei Panthalassa nel castello di Mikeru. Nel manga in realtà è un maschio.
"Lui" (あの方?, Ano kata)
Doppiato da: Hajime Iijima (ed. giapponese), Maurizio Scattorin (ed. italiana)
È l'essenza dei Panthalassa che aleggia nel castello di Mikeru. Si scopre che è il padre di Rihito e Mikaru e fautore dell'esperimento scientifico che ha portato alla nascita di Mikeru. Alla fine del manga, avendo compreso di essere stato ingannato e usato da Fuku, contribuisce a salvare Mikeru e Mikaru da lui, sacrificandosi per loro.

## Altri personaggi
Regina dei Mari (アクア・レジーナ様?, Akua Rejīna-sama, Regina Aqua nel manga, Aqua Regina nell'edizione originale)
Doppiata da: Kumi Yamakado (ed. giapponese), Loredana Nicosia (ed. italiana)
La regina di tutte le sirene, in passato ha sigillato il potere del male nel castello di Gaito, del quale poi Sara ha riaperto i cancelli, indebolendo fortemente i propri poteri. Di conseguenza, dopo la lotta contro la famiglia Panthalassa appare alle sirene soltanto come spirito, donando loro nuove canzoni o accessori per potenziare la voce. Per sconfiggere definitivamente Gaito, e poi Mikeru, le Principesse devono unire le sette perle e cantare tutte insieme per evocare il potere della Regina dei Mari. Alla fine del manga, si sacrifica per salvare Lucia dalla sua malattia e la designa come nuova regina.
Caren Aiiro (藍色 かれん?, Aiiro Karen, Karen Aiiro nella prima parte del manga)
Doppiata da: Ema Kogure (ed. giapponese), Serena Clerici / Denise Misseri (canto; ep. 1×26, 1×48) / Rossella Liberti (canto) (ed. italiana)
La principessa sirena dell'Oceano Antartico, custodisce la Perla Viola. Sorella gemella minore di Noel, alla quale è molto legata, arriva sulla terraferma nell'episodio 21 alla ricerca di Rina, che accusa di vigliaccheria, pensando che abbia abbandonato Noel tra le mani dei nemici per scappare. Scontrosa, impulsiva e un po' antipatica, preferisce agire contro Gaito da sola, ma poi decide di aiutare le altre sirene. Può trasformarsi in un'idol tramite lo Shell Locket con la formula "Voce di Perla Viola!" (「パープルパールボイス！」?, "Pāpuru Pāru Boisu!", "Purple Pearl Voice!"). Durante la prima serie, Taro la scambia per la sirena di cui si era innamorato in India, facendo ingelosire Hanon. Nella seconda serie s'innamora di Subaru Carraford Hashimoto, un ricercatore incontrato in Antartide. È nata il 14 febbraio, dopo Noel, poco dopo mezzanotte.
Noel Aiiro (藍色 ノエル?, Aiiro Noeru)
Doppiata da: Ryōko Nagata (ed. giapponese), Giovanna Papandrea / Valentina Ponzone (canto) (ed. italiana)
La principessa sirena dell'Oceano Artico, custodisce la Perla Indaco. Sorella gemella maggiore di Caren, si è sacrificata, facendosi catturare dai nemici, per permettere a Rina di scappare, e viene liberata dalla sua prigione nel castello di Gaito soltanto nell'episodio 50. Dolce, vivace e coraggiosa, accetta subito di collaborare con le altre principesse. Può trasformarsi in un'idol tramite lo Shell Locket con la formula "Voce di Perla Indaco!" (「藍色パールボイス！」?, "Aiiro Pāru Boisu!", "Indigo Pearl Voice!"). Ama leggere libri e qualche volta porta gli occhiali. Nel manga, si fa catturare una seconda volta da Mikeru al posto di Caren, dimostrando un carattere impulsivo. È nata il 13 febbraio poco prima della mezzanotte.
Coco (ココ?, Koko)
Doppiata da: Satomi Arai (ed. giapponese), Renata Bertolas / Claudia D'Ulisse (canto) (ed. italiana)
La principessa sirena dell'Oceano Pacifico del Sud, custodisce la Perla Gialla. È stata la prima sirena ad essere catturata da Gaito ed imprigionata nel suo castello perché ha deciso di rimanere vicina alla sua migliore amica Sara anche quando questa è passata dalla parte del male. Viene liberata insieme a Noel nell'episodio 50, ma non vuole comunque abbandonare Sara; alla fine, il suo affetto e il suo canto permettono a Sara di tornare dalla parte delle Principesse Sirene. Può trasformarsi in un'idol tramite lo Shell Locket con la formula "Voce di Perla Gialla!" (「イエローパールボイス！」?, "Ierō Pāru Boisu!", "Yellow Pearl Voice!"). È solare, vivace, altruista e gentile, ama essere circondata dai ragazzi. Nella seconda serie le manca molto Sara, essendo stata la sua migliore amica. Prova rispetto verso tutti e si rivolge con serenità e entusiasmo con le persone che incontra. È nata il 7 agosto.
Sara (沙羅?, Sara)
Doppiata da: Kana Ueda (ed. giapponese), Debora Magnaghi / Valeria Caponnetto (canto) (ed. italiana)
La principessa sirena dell'Oceano Indiano, custodisce la Perla Arancione. In passato, ha conosciuto Taro Mitsuki in India e i due si sono innamorati, e volevano stare insieme per sempre. L'uomo, però la lasciò per non ostacolare i suoi doveri da principessa sirena e Sara, convinta che lui non l'amasse veramente, per la disperazione scatenò uno tsunami che distrusse il suo regno e quello di Coco per poi scappare negli abissi marini. Qui trovò il castello sigillato di Gaito e, per vendicarsi si alleò con lui. Per colpa dell'odio che provava, i suoi capelli e la sua coda divennero neri. Poco prima della battaglia finale, rapisce Taro per sanare la sua sete di vendetta, ma scopre che il professore la lascio per via dei suoi doveri e che, anche a distanza di anni, lui la ama ancora. Appreso ciò, la sirena si unisce alle altre principesse contro Gaito e alla fine, quando questi è sconfitto, sapendo di essere lei la ragione per cui lui ha attaccato la superficie, decide di morire con lui e lascia la sua perla a Lucia. Può trasformarsi in un'idol tramite lo Shell Locket con la formula "Voce di Perla Arancione!" (「オレンジパールボイス！」?, "Orenji Pāru Boisu!", "Orange Pearl Voice!"). È nata il 22 novembre ed è la più grande tra le principesse.
Seira (星羅?, Seira)
Doppiata da: Eri Kitamura (ed. giapponese), Loretta Di Pisa / Valeria Caponnetto (canto) (ed. italiana)
La futura principessa sirena dell'Oceano Indiano, è destinata a sostituire Sara. Compare nella seconda serie. Quando nasce Mikeru la assorbe ma non del tutto per liberarla bisogna prendere tutti i frammenti della sua anima. È testarda e impulsiva, ingenua e decisa. Sviluppa un fortissimo legame con Mikeru, riuscendo a diventare per lui un'amica e una confidente, e alla fine della seconda stagione, viene liberata. Può trasformarsi in un'idol tramite lo Shell Locket con la formula "Voce di Perla Arancione!" (「オレンジパールボイス！」?, "Orenji Pāru Boisu!", "Orange Pearl Voice!"). È nata il 19 dicembre è la più giovane delle principesse.
Taro Mitsuki (海月 太郎?, Mitsuki Tarō)
Doppiato da: Daisuke Kirii (ed. giapponese), Patrizio Prata (ed. italiana)
Il professore di musica di Lucia, Hanon e Rina, è molto calmo e gentile e suona il pianoforte. In passato ha incontrato la principessa dell'Oceano Indiano, Sara, del quale si innamorò. I due progettarono di stare sempre insieme, ma lui la lasciò perché Sara aveva i suoi doveri da principessa sirena e non voleva ostacolare i suoi doveri. Tuttavia, la ama ancora e per questo non può ricambiare i sentimenti che Hanon prova per lui. Alla fine della prima serie, lui e Sara si chiariscono, ma la sirena decide comunque di non lasciare solo Gaito e di morire con lui. All'inizio della seconda serie, parte per la Germania.
Mikaru Amagi (天城 みかる?, Amagi Mikaru, Mikal Amagi nella prima edizione italiana del manga, Michal Amagi in altri adattamenti)
Doppiata da: Ryoko Shintani (ed. giapponese), Anna Mazza (ed. italiana)
Una ragazza ricca, calma e timida, ha la stessa età di Lucia. Compare nella seconda serie. È di poca salute cagionevole e per questo pensa di essere un peso per suo fratello Rihito. Avendo viaggiato molto insieme al fratello, non è mai stata a lungo in un posto e fa fatica a fare amicizia. La sua malattia deriva dal fatto che quando era piccola stava morendo a causa di una malattia sconosciuta e quindi il padre, disperato accettò che nel suo corpo albergasse una parte del DNA di Mikeru, affinché sopravvivesse. S'innamora di Kaito, che trova alle Hawaii arenato sulla spiaggia senza ricordi, e si prende cura di lui, seguendolo in Giappone (anche lei fa parte della famiglia dei Panthalassa). Nel manga arriva ad offrirsi per lui nel disperato tentativo di impedirgli di lasciarla. Quando vede che Kaito comincia a riavvicinarsi a Lucia, inizia a stare sempre più male e alla fine, convinta che nessuno le voglia bene, si fa assorbire da Mikeru. Quando Rihito, Kaito e le principesse sirene accorrono a salvarla, Mikaru capisce finalmente di essere amata, convincendo quindi Mikeru a smettere di lottare. Nonostante la sconfitta dell'angelo, Mikaru decide di restare con lui quando egli si riunisce ai propri antenati, tuttavia, dopo la battaglia finale, la Regina dei Mari la riporta in vita come neonata, perché possa vivere la vita felice che per tanto tempo le è stata negata.
Rihito Amagi (天城 リヒト?, Amagi Rihito, Richt Amagi nel manga)
Doppiato da: Takahiro Mizushima (ed. giapponese), Diego Sabre (ed. italiana)
Il fratello maggiore di Mikaru, è un direttore d'orchestra e cerca di convincere la sorella a lasciare che Kaito torni da Lucia. Come Mikaru, appartiene alla dinastia dei Panthalassa.
Nagisa Shirai (白井 渚?, Shiroi Nagisa, Nagisa Shiroi nel manga)
Doppiato da: Chihiro Kusaka (ed. giapponese), Leonardo Graziano (ed. italiana)
Un ragazzo innamorato di Hanon, che cerca di conquistarla in ogni modo, riuscendo alla fine a fare breccia nel cuore della ragazza. Compare nella seconda serie.
Masahiro Hamasaki (浜崎 雅弘?, Hamasaki Masahiro)
Doppiato da: Kiyotaka Furushima (ed. giapponese), Gianluca Iacono (ed. italiana)
Un ragazzo che proviene da una famiglia molto ricca e che possiede una palestra di boxe. S'innamora, ricambiato, di Rina. Guida una moto e porta gli occhiali. È un discendente dell'uomo che fu salvato dalla sirena le cui spoglie si trovano nel tempio di Awami. Compare nella seconda serie, mentre nel manga compare prima che Gaito venga sconfitto.

## Personaggi minori
Ancella di Sara
È l'ancella di Sara e sua guardiana fin dall'infanzia. È molto preoccupata del coinvolgimento di Sara con Gaito, e la sua principessa la tratta molto male e non l'ascolta mai. Compare solo nel manga.
Momo (ももちゃん?, Momo-chan)
Doppiato da: Naomi Wakabayashi (ed. giapponese), Loredana Foresta (ed. italiana)
Un delfino rosa del regno di Lucia, fa da messaggero tra le principesse dopo essere stato liberato da un acquario. Le Principesse Sirene possono capire il suo linguaggio.
Meru (芽流?, Meru)
Doppiata da: Ema Kogure (ed. giapponese), Sabrina Bonfitto (ed. italiana)
Una giovane sirena del regno di Hanon, arriva sulla terraferma per chiedere alle principesse di aiutarla a cercare sua madre. Rimane molto delusa quando vede Lucia e Hanon innamorate di due esseri umani; tuttavia, lei si prende una cotta per Kaito.
Maki (真木?, Maki)
Doppiato da: Keijin Okuda (ed. giapponese), Marco Balzarotti (ed. italiana)
È il proprietario del ristorante sulla spiaggia nel quale Lucia, Hanon, Rina e Kaito lavorano part-time. È vedovo e tiene ancora la foto di sua moglie Saori al bar; alla fine, però, innamorato di Nikora, le chiede di sposarlo, ma la donna rifiuta perché, quando lei lo ha salvato dall'annegamento, l'uomo l'ha scambiata per la moglie defunta. Compare solo nell'anime.
Makoto (マコト?)
Doppiato da: Chihiro Kusaka (ed. giapponese), Renato Novara (ed. italiana)
È il cuginetto di Kaito. Diversamente da lui è molto sveglio ed è a conoscenza del potere mutaforma delle sirene. Compare solo nell'episodio 21 della prima serie, nel quale rischia di far scoprire il segreto di Lucia, Hanon e Rina rovinando il concorso di bellezza a cui stanno partecipando con un getto d'acqua ma colpisce involontariamente le Dark Lovers, anch'esse iscritte al concorso per cercare di catturare le Principesse Sirene. Alla fine dell'episodio, prima di tornare a casa, rivela a Lucia di aver capito il suo segreto.
Napoleone (ナポレオンフィッシュ?, Naporeon Fisshu, Napoleon Fish nell'edizione originale)
Doppiato da: Toshiharu Sakurai (ed. giapponese), Paolo De Santis (ed. italiana)
È un folletto dell'acqua nato da un pesce grazie ai poteri delle Black Beauty Sisters. Compare solo nell'episodio 81 della seconda serie in cui idea una serie di piani per catturare Hippo e usarlo per attirare in trappola le Principesse Sirene. Crede di essere un grande stratega ma tutti i suoi piani falliscono miseramente. Alla fine dell'episodio, prova sulla sua pelle la potenza del canto delle Principesse Sirene, venendo sconfitto insieme alle sue creatrici.